# George Ross (13e Lord Ross)
Pour les articles homonymes, voir George Ross.
George Ross, 13e Lord Ross of Halkhead (8 avril 1681 - 17 juin 1754), est un noble écossais.

## Biographie
Il est le fils aîné et héritier de William Ross (12e Lord Ross) (en), décédé en 1738 et d'Agnès, fille et héritière de John Wilkie de Fouldean. Les Ross de Halkhead, ou Hawkhead, dans le Renfrewshire, appartenaient à la famille Lowlands et n’a apparemment aucun lien de parenté avec les Comte de Ross ou la famille Highlands de Ross de Balnagown.
Il est nommé Commissaire aux Approvisionnements pour Renfrewshire le 19 juin 1702 et pour Édimbourg et Renfrewshire le 5 août 1704. Il est élu Lord recteur de l'Université de Glasgow en 1727 et 1728 et est nommé gouverneur du château d'Édimbourg en juin 1739. Il est nommé commissaire aux douanes et au sel les 13 février, 17 octobre, 29 octobre 1746 et 20 juillet 1751.
À la mort de son fils Charles en 1745, il hérite du domaine de Balnagown. Il meurt à Ross House, Edimbourg, le 17 juin 1754.

## Famille
Il se marie vers 1711 avec Elizabeth, troisième fille de William Kerr (2e marquis de Lothian). Elle est décédée le 22 mai 1758. Leurs enfants sont: 
- William Ross (14e Lord Ross) (en) (1720 - 19 août 1754)
- Charles Ross (9 février 1721 - 30 avril 1745), qui hérite de la propriété de Balnagown de son oncle en 1732 et est tué à la bataille de Fontenoy
- George Ross (né le 7 septembre 1722), qui est décédé avant son père
- Jane Ross (10 décembre 1719 - 19 août 1777), qui épouse (28 juillet 1755) John Mackye, de Polgowan, et hérite des domaines de Halkhead à la suite du décès de son frère aîné, William
- Elizabeth Ross (16 avril 1725 - 9 octobre 1791), qui épouse (7 juillet 1755) John Boyle (3e comte de Glasgow) et hérite de Halkhead à la mort de sa sœur aînée, Jane
- Mary Ross (1730-22 octobre 1762), l'une des dernières personnes écossaises censée être «possédée» d'un esprit pervers et décédée non mariée
- Margaret (née en 1731), décédée non mariée [1]